# フィラット・アルスラン
フィラット・アルスラン（Firat Arslan、1970年9月28日 - ）は、トルコ系ドイツ人のプロボクサー。元WBA世界クルーザー級レギュラー王者。37歳のときに初めて世界王者となった。

## 来歴
1997年1月25日、27歳でプロデビューする。
2003年5月24日にドイツインターナショナルクルーザー級王座を獲得した。
2003年8月16日、IBFインターコンチネンタルクルーザー級王座に挑戦するが、引き分けで王座奪取に失敗した。
2003年12月12日にはWBAインターコンチネンタルクルーザー級暫定王座に挑戦するが、0-3（113-115、113-117、113-116）の判定負けを喫し王座を逃した。
2004年3月20日、ドイツBDBクルーザー級王座獲得に成功した。
2004年7月31日、EBUヨーロッパ連合クルーザー級王座獲得に成功した。
2005年1月18日、空位のWBOインターコンチネンタルクルーザー級王座も獲得した。同王座を2度防衛した後、2006年10月28日にWBA世界クルーザー級王座の指名挑戦権を獲得した。
2007年6月16日、ブダペストのSYMAスポーツ＆レジャーセンターでWBA世界クルーザー級暫定王者ヴァレリー・ブラドフと対戦し、12回2-1（116-112、112-116、117-111）の判定勝ちを収め王座を獲得した。
2007年11月24日、ドレスデンでWBA世界クルーザー級レギュラー王者のヴァージル・ヒルとの団体内王座統一戦を行い、12回3-0（118-110、116-113、117-111）の判定勝ちを収め団体内王座統一に成功した（記録上は初防衛）。
2008年9月27日、カラー・ライン・アレーナでギレルモ・ジョーンズと対戦し、10回2分33秒TKO負けを喫し2度目の防衛に失敗し王座から陥落した。
2010年7月3日、1年9か月ぶりの復帰戦となった試合でスティーブ・ヘレリウスとWBA世界クルーザー級暫定王座決定戦で対戦し、11回終了時棄権で王座獲得に失敗した。
2011年7月15日、ルボス・スダとPABAクルーザー級王座並びにIBFインターナショナルクルーザー級王座決定戦を行い、5回2分41秒TKO勝ちを収め王座を獲得した。
2012年5月11日、バーデン＝ヴュルテンベルク州ゲッピンゲンのEWSアレーナでアレクサンデル・アレクセーエフとEBU欧州クルーザー級タイトルマッチ並びにWBOインターコンチネンタルクルーザー級王座決定戦を行い、0-1（114-114、114-114、113-116）の判定で引き分けた為王座獲得に失敗した。
2012年11月3日、ハレのゲリー・ウェバー・シュタディオンでWBO世界クルーザー級王者マルコ・フックと対戦し、12回0-3（113-115、113-115、111-117）の判定負けで王座獲得に失敗した。
2013年9月14日、シュトゥットガルトのハンス・マルティン・シュライヤー・ハレでWBO世界クルーザー級王者マルコ・フックと10ヵ月ぶりに再戦する予定だったがフックがスパーリング中に左ひじを負傷し2014年1月25日に延期になった。
2014年1月25日、シュトゥットガルトのハンス・マルティン・シュライヤー・ハレでWBO世界クルーザー級王者マルコ・フックと1年2ヵ月ぶりに再戦し、6回1分56秒TKO負けを喫し王座獲得に失敗した。
2014年8月16日、エアフルトのメッセ・エアフルトでIBF世界クルーザー級王者ヨアン・パブロ・エルナンデスと対戦し、12回1-2（115-113、113-115、113-116）の判定で敗れた。
2020年2月8日、バーデン＝ヴュルテンベルク州のEWSアレーナでIBO世界クルーザー級王者ケビン・レレナと対戦し、6回1分13秒TKO負けを喫し王座獲得に失敗、リヤド・メルウィーへの挑戦権を獲得出来なかった。

## 獲得タイトル
- ドイツBDBクルーザー級王座
- EBUヨーロッパ連合クルーザー級王座
- WBOインターコンチネンタルクルーザー級王座
- WBA世界クルーザー級暫定王座
- WBA世界クルーザー級レギュラー王座
- PABAクルーザー級王座
- IBFインターナショナルクルーザー級王座